# Flávio Loureiro Chaves
Flávio Loureiro Chaves (Porto Alegre, 4 de fevereiro de 1944), é um historiador, professor, ensaísta e crítico literário brasileiro.
Formou-se em Letras (licenciatura) na Universidade Federal do Rio Grande do Sul, e obteve o doutorado na Universidade de São Paulo. Atuou como docente de graduação ou pós-graduação na Faculdade Porto-Alegrense de Educação, Ciências e Letras, nas universidades de Brasília, Federal de Santa Maria, Federal do Rio Grande do Sul, Caxias do Sul, Rennes II (França), e Escola Superior de Jornalismo do Porto (Portugal). Foi um dos criadores, junto com José Clemente Pozenato, do Programa de Pós-Graduação em Letras, Cultura e Regionalidade na Universidade de Caxias do Sul. Foi Pró-Reitor da Universidade Federal do Rio Grande do Sul, onde coordenou o Programa de Pós-Graduação em Letras e implantou o Instituto de Estudos Avançados da América Latina. Foi um destacado colaborador do suplemento cultural do Correio do Povo, o "Caderno de Sábado".
É uma autoridade sobre a obra dos escritores Simões Lopes Neto, Machado de Assis e Erico Veríssimo. Foi editor do segundo volume de Solo de Clarineta, que havia sido deixado inacabado. Segundo Elvo Clemente, "o trabalho de Flávio Loureiro Chaves balizou a crítica brasileira sobre a obra do grande filho de Cruz Alta". É membro do Instituto Histórico e Geográfico do Rio Grande do Sul, da Academia Rio-Grandense de Letras e sócio titular do Pen Club do Brasil. Recebeu diversas premiações, entre elas o  Prêmio Erico Verissimo, da Câmara de Vereadores de Porto Alegre, o Prêmio Simões Lopes Neto, do Instituto João Simões Lopes Neto, e a Medalha do Mérito Machado de Assis, da União Brasileira de Escritores – Seção de Nova York. Na ocasião em que recebeu o Prêmio Joaquim Felizardo, da Secretaria Municipal da Cultura de Porto Alegre, destacando sua carreira dedicada à cultura e seu papel central no "reconhecimento crítico nacional das obras de Erico Verissimo e Simões Lopes Neto", a Coordenação do Livro e Literatura disse a seu respeito:
"Quando Flávio Loureiro Chaves subir ao palco do Teatro Renascença para receber o  IV Prêmio Joaquim Felizardo, na categoria Literatura, a Prefeitura de Porto Alegre estará homenageando não só um de seus principais intelectuais, cuja importância na vida cultural gaúcha é imensurável, mas também um dos principais estudiosos das obras de escritores como Erico Verissimo e Simões Lopes Neto, além de um professor que influenciou de maneira indelével toda uma geração de alunos".
Tem grande número de artigos publicados. Entre suas principais obras em livro estão:
- O contador de histórias: 40 anos de vida literária de Erico Verissimo (org.), 1972
- Erico Verissimo: realismo e sociedade, 1981
- Simões Lopes Neto: regionalismo & literatura, 1982
- Simões Lopes Neto, 2001
- Erico Verissimo: o escritor e seu tempo, 2001
- Ponta de Estoque (ensaios), 2006

Outras obras:
- Aspectos do modernismo brasileiro, 1970
- Ficçâo Latino-Americana, 1973
- O mundo social do Quincas Borba, 1974
- O ensaio literário no Rio Grande do Sul: 1868-1960, 1979
- História e literatura, 1988
- Matéria e invenção: ensaios de literatura, 1994
- Leituras de Drummond, 2001